# I Don't Fuck with You
I Don't Fuck with You (gestileerd als I Don't F**k with You of IDFWU, ook vermeld als I Don't Mess with You in gecensureerde versies) is een single van de Amerikaanse rapper Big Sean in samenwerking met E-40. De single kwam op 19 september 2014 uit onder het GOOD Music-label en Def Jam Recordings als de eerste single van het opkomende album Dark Sky Paradise.